# Estación de Marcheprime
La estación de Marcheprime es una estación ferroviaria francesa de la línea Burdeos - Irún, situada en la comuna de Marcheprime, en el departamento de Gironde, en la región de Aquitania. Por ella circulan únicamente trenes regionales.

## Historia
Fue inaugurada en 1841 por la compañía de ferrocarril de Burdeos hasta La Teste.  En 1938 las seis grandes compañías privadas que operaban la red se fusionaron en la empresa estatal SNCF. Desde 1997 la gestión de las vías corresponde a la RFF mientras que la SNCF gestiona la estación.

## Descripción
Esta estación se compone de dos andenes laterales y de dos vías. Dispone de refugios cubiertos para los pasajeros, de atención comercial de lunes a viernes y de máquinas expendedoras de billetes.

## Servicios ferroviarios

### Regionales
Los trenes regionales TER enlazan las siguientes ciudades:
- Línea Burdeos - Arcachon.